# Augusto Fernández (motorcoureur)

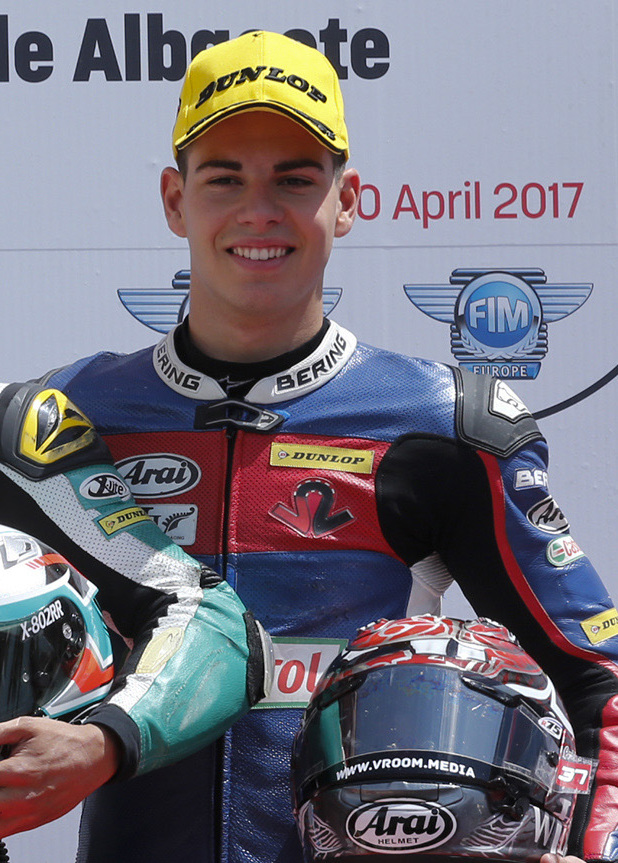
Augusto Fernández in 2017

Augusto Fernández Guerra (Madrid, 23 september 1997) is een Spaans motorcoureur. In 2022 werd hij wereldkampioen in de Moto2.

## Carrière
In 2014 werd Fernández op een Honda kampioen in de European Junior Cup. In 2015 stapte hij over naar de European Superstock 600, waar hij eveneens op een Honda reed. Hij won de seizoensafsluiter op het Circuit Magny-Cours en stond in de voorgaande race op het Circuito Permanente de Jerez ook op het podium. Met 80 punten eindigde hij op de vierde plaats in het kampioenschap. In 2016 stapte hij over naar het Spaanse Moto2-kampioenschap, waarin hij uitkwam op een Tech 3. Ondanks dat hij het eerste raceweekend op het Circuit Ricardo Tormo Valencia miste, eindigde hij als vijfde in het klassement met 98 punten en een reeks vierde plaatsen als beste klassering.
In 2017 startte Fernández het seizoen in de Spaanse Moto2 op een Suter. Na het eerste raceweekend op het Circuito de Albacete, waarin hij als derde eindigde, maakte hij de overstap naar het wereldkampioenschap wegrace, waarin hij in de Moto2-klasse vanaf de race in Italië bij Speed Up de vertrokken Axel Bassani verving. Hij kende een moeilijk seizoen, maar in de laatste twee races in Maleisië en Valencia wist hij punten te scoren. Uiteindelijk eindigde hij op plaats 31 in het kampioenschap met 6 punten.
In 2018 keerde Fernández terug naar de Spaanse Moto2, waarin hij opnieuw op een Suter reed. Hij eindigde in de eerste vijf races van het seizoen op het podium, inclusief een overwinning in zijn laatste race op het Circuit de Barcelona-Catalunya. Na deze races mocht hij opnieuw aantreden in het wereldkampioenschap Moto2 als vervanger; ditmaal verving hij bij Pons HP40 op een Kalex de ontslagen Héctor Barberá vanaf de race in Catalonië. Hij kende een beter seizoen en eindigde in de punten in elke race die hij finishte, met een vierde plaats in Australië als hoogtepunt. Met 45 punten werd hij achttiende in de eindstand.
In 2019 reed Fernández zijn eerste volledige seizoen in het wereldkampioenschap Moto2, waarin hij aanbleef bij het team van Pons op een Kalex. Hij moest de tweede race in Argentinië en de derde race in Texas missen vanwege een polsbreuk die hij opliep tijdens de trainingen in Argentinië. In de twee races na zijn terugkeer in Spanje en Frankrijk behaalde hij zijn eerste podiumplaatsen met twee derde plekken. In de race in Catalonië behaalde hij voor het eerst pole position, maar hij eindigde de race als vierde. In de TT Assen behaalde hij zijn eerste Grand Prix-overwinning.

## Statistieken

### Grand Prix

#### Per seizoen
| Seizoen | Klasse | Motor    | Team                              | Races | Winst | Podiums | Poles | SR | Ptn   | Pos |
| ------- | ------ | -------- | --------------------------------- | ----- | ----- | ------- | ----- | -- | ----- | --- |
| 2017    | Moto2  | Speed Up | Speed Up Racing                   | 13    | 0     | 0       | 0     | 0  | 6     | 31e |
| 2018    | Moto2  | Kalex    | Pons HP40                         | 12    | 0     | 0       | 0     | 1  | 45    | 18e |
| 2019    | Moto2  | Kalex    | Flexbox HP40                      | 17    | 3     | 5       | 1     | 3  | 207   | 5e  |
| 2020    | Moto2  | Kalex    | EG 0,0 Marc VDS                   | 14    | 0     | 0       | 0     | 1  | 71    | 13e |
| 2021    | Moto2  | Kalex    | Elf Marc VDS Racing Team          | 18    | 0     | 6       | 0     | 1  | 174   | 5e  |
| 2022    | Moto2  | Kalex    | Red Bull KTM Ajo                  | 20    | 4     | 9       | 2     | 5  | 271,5 | 1e  |
| 2023    | MotoGP | KTM      | GasGas Factory Racing Tech3       | 20    | 0     | 0       | 0     | 0  | 71    | 17e |
| 2024    | MotoGP | KTM      | Red Bull GasGas Tech3             | 20    | 0     | 0       | 0     | 0  | 27    | 20e |
| 2025*   | MotoGP | Yamaha   | Prima Pramac Yamaha MotoGP        | 3     | 0     | 0       | 0     | 0  | 3     | 24e |
| 2025*   | MotoGP | Yamaha   | Monster Energy Yamaha MotoGP Team | 2     | 0     | 0       | 0     | 0  | 3     | 24e |
| Totaal  | Totaal | Totaal   | Totaal                            | 139   | 7     | 20      | 3     | 11 | 878,5 |     |

#### Per klasse
| Klasse | Seizoenen  | 1e GP         | 1e podium   | 1e winst       | Races | Winst | Podiums | Poles | SR | Ptn   | Kampioen |
| ------ | ---------- | ------------- | ----------- | -------------- | ----- | ----- | ------- | ----- | -- | ----- | -------- |
| Moto2  | 2017-2022  | Italië 2017   | Spanje 2019 | Nederland 2019 | 94    | 7     | 19      | 3     | 11 | 754,5 | 1        |
| MotoGP | 2023-heden | Portugal 2023 |             |                | 45    | 0     | 0       | 0     | 0  | 104   | 0        |
| Totaal | 2017-heden | 2017-heden    | 2017-heden  | 2017-heden     | 139   | 7     | 20      | 3     | 11 | 878,5 | 1        |

#### Races per jaar
(vetgedrukt betekent pole positie; cursief betekent snelste ronde; 1–9 betekent positie in de sprintrace)
| Jaar | Klasse | Motor    | 1       | 2       | 3       | 4        | 5       | 6       | 7       | 8       | 9       | 10     | 11      | 12     | 13      | 14     | 15      | 16      | 17      | 18      | 19      | 20      | 21  | 22  | Pos | Ptn   |
| ---- | ------ | -------- | ------- | ------- | ------- | -------- | ------- | ------- | ------- | ------- | ------- | ------ | ------- | ------ | ------- | ------ | ------- | ------- | ------- | ------- | ------- | ------- | --- | --- | --- | ----- |
| 2017 | Moto2  | Speed Up | QAT     | ARG     | AME     | SPA      | FRA     | ITA 25  | CAT 21  | NED 19  | DUI DSQ | TSJ 27 | OOS 16  | GBR 26 | SMR DNF | ARA 22 | JPN 16  | AUS 17  | MAL 12  | VAL 14  |         |         |     |     | 31  | 6     |
| 2018 | Moto2  | Kalex    | QAT     | ARG     | AME     | SPA      | FRA     | ITA     | CAT 14  | NED 12  | DUI 15  | TSJ 12 | OOS DNF | GBR C  | SMR DNF | ARA 13 | THA DNF | JPN 6   | AUS 4   | MAL DNF | VAL 8   |         |     |     | 18  | 45    |
| 2019 | Moto2  | Kalex    | QAT 5   | ARG DNS | AME     | SPA 3    | FRA 3   | ITA 5   | CAT 4   | NED 1   | DUI 6   | TSJ 8  | OOS 5   | GBR 1  | SMR 1   | ARA 22 | THA 4   | JPN 8   | AUS 19  | MAL 11  | VAL 6   |         |     |     | 5   | 207   |
| 2020 | Moto2  | Kalex    | QAT DNF | SPA 13  | AND 13  | TSJ 5    | OOS 8   | STI DNF | SMR 5   | EMI 18  | CAT DNF | FRA 4  | ARA 11  | TER 8  | EUR DNS | VAL 15 | POR 8   |         |         |         |         |         |     |     | 13  | 71    |
| 2021 | Moto2  | Kalex    | QAT 14  | DOH 6   | POR 5   | SPA DNF  | FRA DNF | ITA DNF | CAT 5   | DUI DNF | NED 3   | STI 3  | OOS 3   | GBR 6  | ARA 3   | SMR 6  | AME 4   | EMI 2   | ALG 9   | VAL 3   |         |         |     |     | 5   | 174   |
| 2022 | Moto2  | Kalex    | QAT 4   | INA 5   | ARG DNF | AME 9    | POR DNF | SPA 4   | FRA 1   | ITA 5   | CAT 3   | DUI 1  | NED 1   | GBR 1  | OOS 5   | SMR 3  | ARA 3   | JPN 2   | THA 7   | AUS DNF | MAL 4   | VAL 2   |     |     | 1   | 271,5 |
| 2023 | MotoGP | KTM      | POR 13  | ARG 11  | AME 10  | SPA 13   | FRA 4   | ITA 15  | DUI 11  | NED 10  | GBR 118 | OOS 14 | CAT 9   | SMR 16 | IND DNF | JPN 7  | INA DNF | AUS DNF | THA 17  | MAL 14  | QAT 159 | VAL DNF |     |     | 17  | 71    |
| 2024 | MotoGP | KTM      | QAT 17  | POR 11  | AME 14  | SPA DNF7 | FRA 13  | CAT DNF | ITA DNF | NED 14  | DUI 16  | GBR 16 | OOS 15  | ARA 12 | SMR DNF | EMI 18 | INA DNF | JPN DNF | AUS 179 | THA DNF | MAL 10  | SOL 19  |     |     | 20  | 27    |
| 2025 | MotoGP | Yamaha   | THA     | ARG     | AME 13  | QAT DNF  | SPA 16  | FRA     | GBR     | ARA 13  | ITA     | NED    | DUI     | TSJ 18 | OOS     | HON    | CAT     | SMR     | JPN     | INA     | AUS     | MAL     | POR | VAL | 24* | 6*    |

* Seizoen nog bezig.